# Faisan d'Elliot
Syrmaticus ellioti
Espèce
Statut de conservation UICN

 NT  : Quasi menacé
Statut CITES

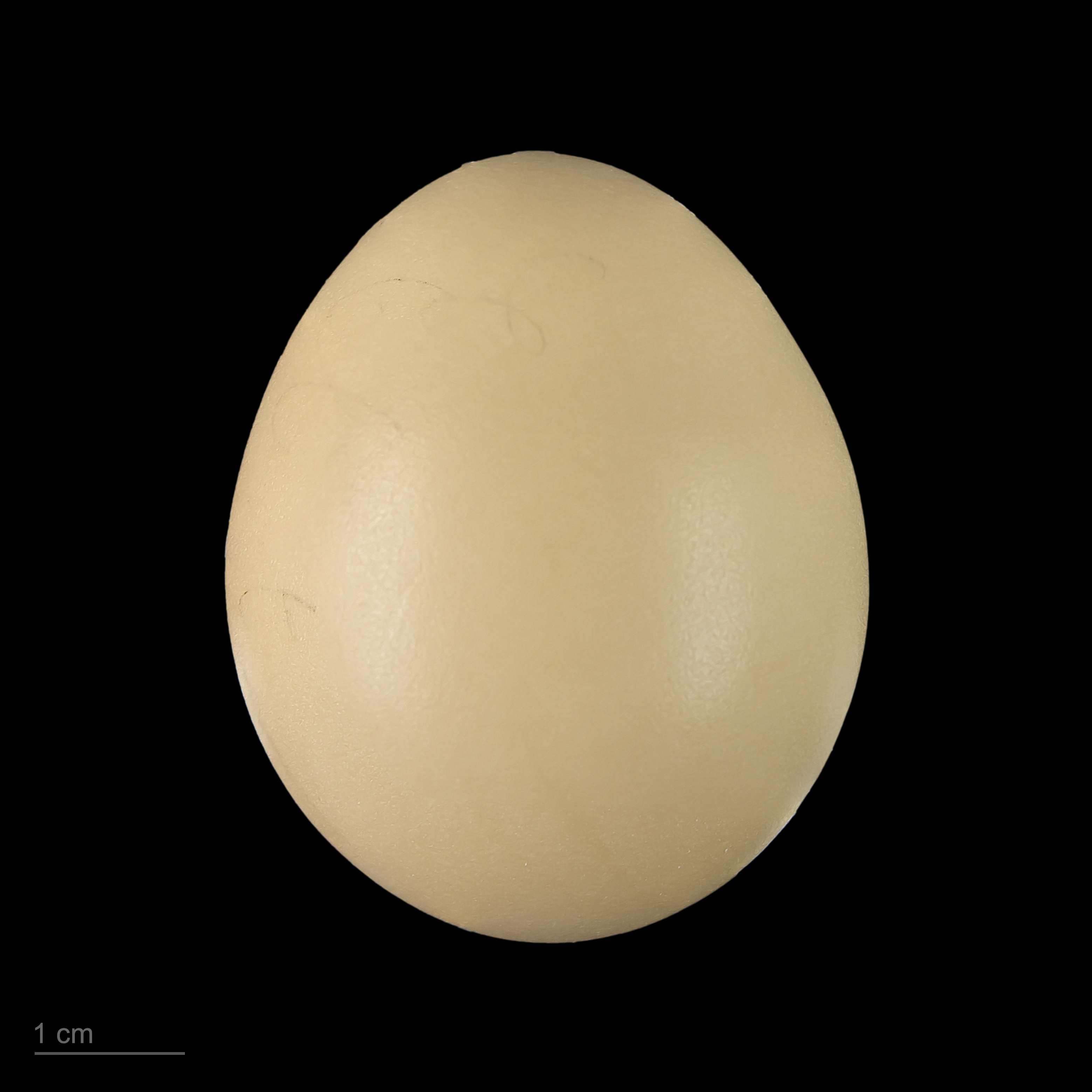
Œuf de Syrmaticus ellioti - Muséum de Toulouse

Le Faisan d'Elliot (Syrmaticus ellioti) est une espèce d'oiseau galliforme de la famille des Phasianidae.
Son nom est attribué au zoologiste américain Daniel Giraud Elliot (1835-1915).

## Distribution
Sud-est de la Chine, au sud du Yangtsé, entre 25° et 31°N, surtout dans les provinces de Anhui (Anhouei), Zhejiang (Tchekiang) et Jiangxi (Kiangsi). D’autres investigations sont nécessaires pour savoir s’il se rencontre aussi dans les provinces de Sichuan (Seutchouan) et Jiangsu (Kiangsou), en bordure des provinces de Guizhou (Kouetcheou), Hunan, Zhejiang et Anhui.

## Habitat
Le faisan d’Elliot est inféodé à la forêt de feuillus sempervirents dominée par des chênes (Lithocarpus, Cyclobalanopsis), des châtaigniers (Castanopsis) et des érables (Acer), à la forêt de conifères, représentée surtout par des pins (Pinus) et à une forêt mixte associée à des fourrés de bambou, entre 300 et 1 500 m d’altitude.

## Alimentation
L’ensemble des données montre qu’il prélève des graines contenues dans des gousses ou directement sur le sol, des baies et des feuilles de différents arbres et arbustes, le tout agrémenté de quelques fourmis.

## Comportement non social
Le faisan d’Elliot est timide et farouche, fuyant, sans cesse sur le qui-vive et donc difficile d’approche. Il fourrage surtout le matin et en fin d’après-midi en petits groupes, probablement familiaux, de trois ou quatre individus mais il peut aussi rechercher sa nourriture en couple (Hennache & Ottaviani 2006).

## Comportement social
Le territoire de chaque oiseau varie suivant le sexe et la saison, de 0,239 km2 à 0,024 km2, celui des mâles étant plus grand que celui des femelles, augmentant en hiver et pendant la période précédant la reproduction. Ceci est lié à la nourriture disponible et au comportement reproducteur, les mâles étant à la recherche des femelles avant la période de reproduction proprement dite. Compte tenu des observations effectuées en captivité, du haut degré de dimorphisme et du caractère querelleur des mâles, il est probable que cette espèce soit polygame.

## Parade nuptiale
La parade est frontale. Le mâle commence par un contact visuel avec la femelle, la fixant attentivement à plusieurs mètres. Puis il se dresse sur ses pattes, tend le cou en en érigeant les plumes, déploie ses caroncules. La queue n’est pas ou peu étalée, juste parallèle au sol ou légèrement abaissée. Lorsque les caroncules sont pleinement déployées, il commence à sautiller, les pattes bien parallèles, en se rapprochant de la femelle jusqu’à lui faire face à quelques centimètres. Ces sautillements peuvent être interrompus par de brefs battements d’ailes.
Hennache et Ottaviani ont également observé des cas de parade latérale en captivité, où le mâle s’approche lentement de la femelle en émettant quelques gloussements. Puis  il se place sur l’un de ses côtés, les caroncules élargies, tout en déployant la queue et en gonflant amplement le plumage au point de paraître presque le double de sa taille. Le haut du dos et de la poitrine roux mordoré brille alors d’un vif éclat au soleil. Ainsi paré, il la regarde fixement et exhibe son casque argenté en baissant la tête, ainsi que son aile barrée qu’il laisse traîner au sol. Mais la femelle reste rarement immobile et à mesure qu’elle se déplace, il lui barre le chemin en recommençant son manège, la queue parfois tournée vers elle.

## Nidification
Elle est méconnue en milieu naturel mais on sait que dans l’ouest du Tchekiang
la ponte a lieu de la mi-mars à la fin-mai. L’incubation et l’élevage des jeunes incombent à la femelle seule.

## Statut et conservation
Le faisan d’Elliot est victime de l’important accroissement démographique humain, de la déforestation et de l’extension agricole qui l’ont repoussé dans des zones de plus basse altitude (en dessous de 800 m) mais encore densément peuplées où il est largement chassé. En effet, selon les secteurs, la déforestation a directement saccagé son habitat et l’agriculture a empiété sur son biotope au point de le cantonner dans des îlots de forêt et donc de fragmenter les populations. À ce triste tableau s’ajoutent la chasse alimentaire et, secondairement, les captures pour approvisionner les zoos chinois. Toutefois, on pense qu’il peut être encore commun localement dans des zones favorables comme dans la réserve naturelle de Gutian Shan (Tchekiang) où la population a été estimée à 500-600 sujets entre juillet et septembre 1999.
En matière de mesures de conservation, il serait souhaitable d’accorder le statut de zone protégée aux sites occupés par le faisan d’Elliot et de recenser annuellement ses populations. Il serait, en outre, important de mener une étude approfondie afin de déterminer ses exigences écologiques dans les différents types de forêts fréquentés. La législation chinoise devrait aussi être renforcée pour éviter le braconnage et le bûcheronnage illégal dans les zones protégées. Le Pheasant Specialist Group recommande aussi que la population captive soit gérée de façon optimale afin de maintenir une certaine diversité génétique.